# Mystriosuchus
Mystriosuchus ist eine Gattung der ausgestorbenen, krokodilähnlichen Phytosauria. Die Gattung ist mit mehreren Arten aus der Obertrias Europas und Grönlands bekannt.

## Forschungsgeschichte und Etymologie

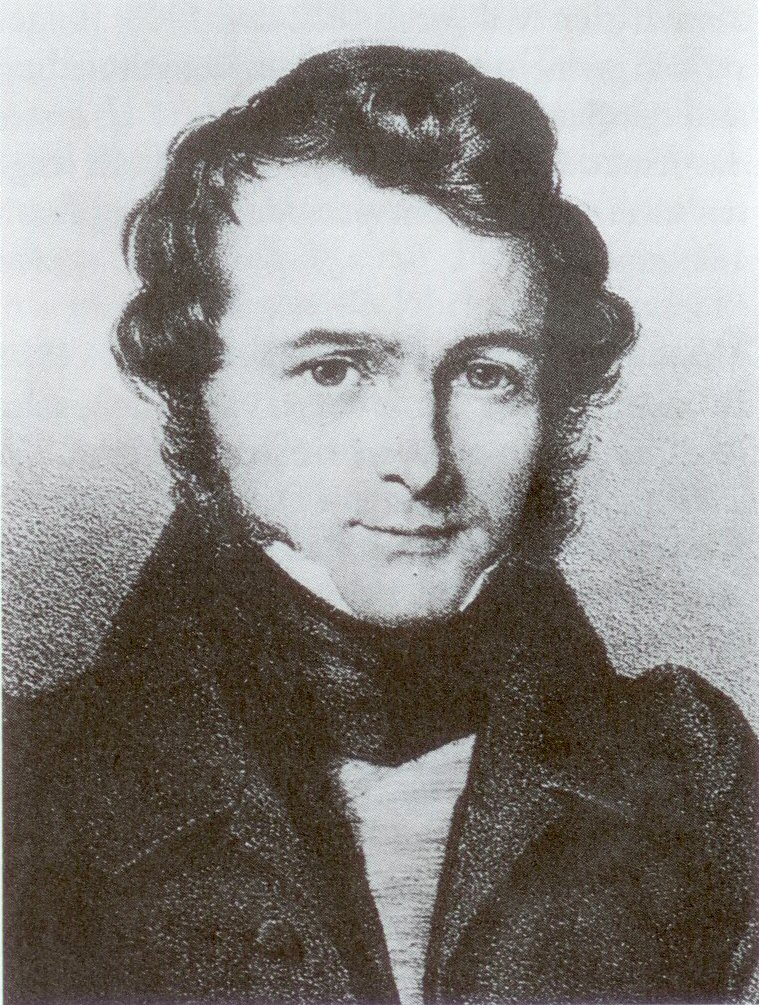
Hermann von Meyer

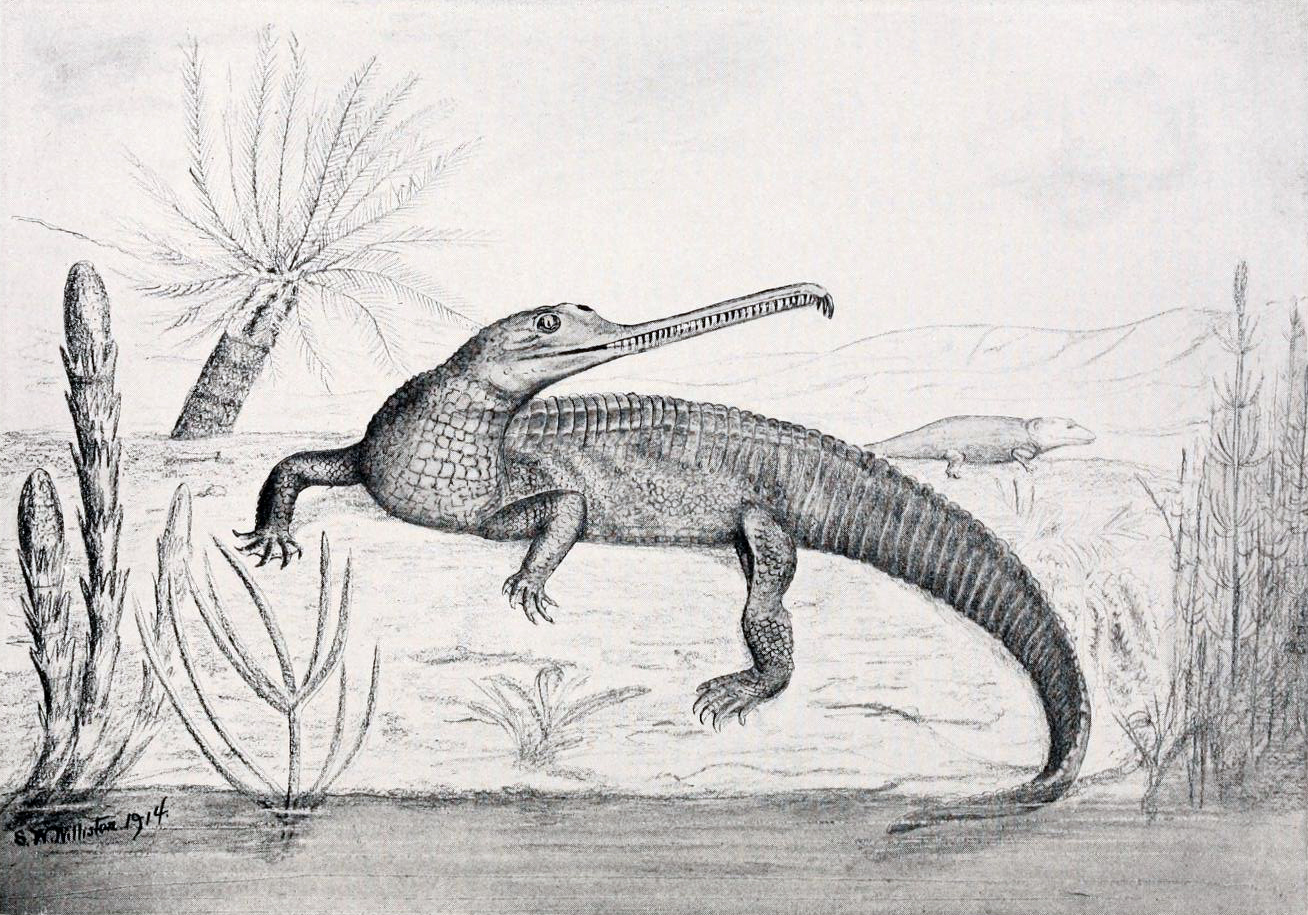
Früher Rekonstruktionsversuch durch Samuel Wendell Williston (1914).

Hermann von Meyer beschrieb 1863 einige Schädelfragmente und Osteoderme aus dem Stubensandstein von Aixheim (Aldingen) in Baden-Württemberg als Belodon planirostris. Der durch von Meyer gewählte Artzusatz planirostris nimmt Bezug auf die, im Vergleich zu den beiden anderen von ihm beschriebenen Arten der Gattung Belodon (Belodon plieningeri und Belodon kapffi), niedrige Schnauze.
Eberhard Fraas stellte die Art 1896 in ihre eigene Gattung Mystriosuchus. Der neue Gattungsname leitet sich ab vom altgriechischen μυστρίον (mystrion = „Löffel“) in Kombination mit der latinisierten Form (suchus) für den altgriechischen Namen Σοῦχος (Souchos) des ägyptischen Krokodilgottes Sobek und nimmt Bezug auf die Form der Oberkiefers, der weit über den Unterkiefer vorgreift und nach Ansicht von Fraas an den Schnabel eines Pelikans oder eines Löfflers erinnert. Bereits 1866 hatte sein Vater Oscar Fraas Belodon kapffi in eine eigene Gattung Nicrosaurus gestellt, womit nur noch Belodon plieningeri in der ursprünglich eingeführten Gattung Belodon verblieb.
Im Sommer des Jahres 1900 verbrachte James Howard McGregor einen Monat in Stuttgart um die Phytosaurier-Fossilien am damaligen „Königlichen Naturalienkabinett“ (SMNS) zu studieren und mit ähnlichen Funden aus Nordamerika zu vergleichen. Er veröffentlichte die Ergebnisse seiner Analysen 1906, bestätigte die Eigenständigkeit der nordamerikanischen Formen und lieferte eine aktualisierte Zusammenstellung der bis dahin bekannten Mystriosuchus-Belege. Dabei lieferte er auch die erste Beschreibung des Exemplars SMNS 10260, das auch wesentliche Teile des postkranialen Skeletts umfasst.
Im Rahmen der Beschreibung eines neuen Schädelfundes aus dem Stubensandstein (GPIT 261/001) verwarf Friedrich von Huene die Gliederung in unterschiedliche Gattungen wieder und stellte alle drei Formen 1909 zunächst in die Gattung Phytosaurus und 1911 in die Gattung Mystriosuchus, wobei er den neuen Fund jeweils der Art plieningeri zuordnete. Obwohl von Huene mit dieser Artzuordnung nicht nur die Ergebnisse der Erstbeschreibung von Belodon plieningeri durch von Meyer verworfen und mit der Zuordnung der Art plieningeri zur Gattung Mystriosuchus alle Grundsätze der Prioritätsregel ignoriert hatte, wurde seine Nomenklatur zunächst weitgehend akzeptiert.
Joseph Tracy Gregory und Frank Westphal lösten 1969 diese Zusammenführung wieder auf und unterschieden mit Mystriosuchus planirostris, Nicrosaurus kapffi und Belodon plieningeri wieder drei Arten in jeweils verschiedenen Gattungen. Der Schädel mit der Bezeichnung GPIT 261/001 wurde von ihnen als „ungewöhnlich großes und irgendwie aberrantes Exemplar“ („an unusually large and somewhat aberrant specimen“) von Mystriosuchus planirostris interpretiert.
Axel Hungerbühler und Adrian P. Hunt werteten Belodon plieningeri im Jahr 2000 als nomen dubium. Ein Großteil des Belegmaterials für das verworfene Taxon wurde als Nicrosaurus meyeri in die Gattung Nicrosaurus gestellt. Gleichzeitig wurde das Exemplar GPIT 261/001 aus der Art Mystriosuchus planirostris ausgegliedert und als eigenständige Spezies Mystriosuchus westphali beschrieben.
Im Jahr 2019 erfolgte die Erstbeschreibung einer dritten Art Mystriosuchus steinbergeri. Mit Mystriosuchus alleroq wurde 2023 erstmals auch eine Art aus der Obertrias außerhalb Europas beschrieben.

## Merkmale

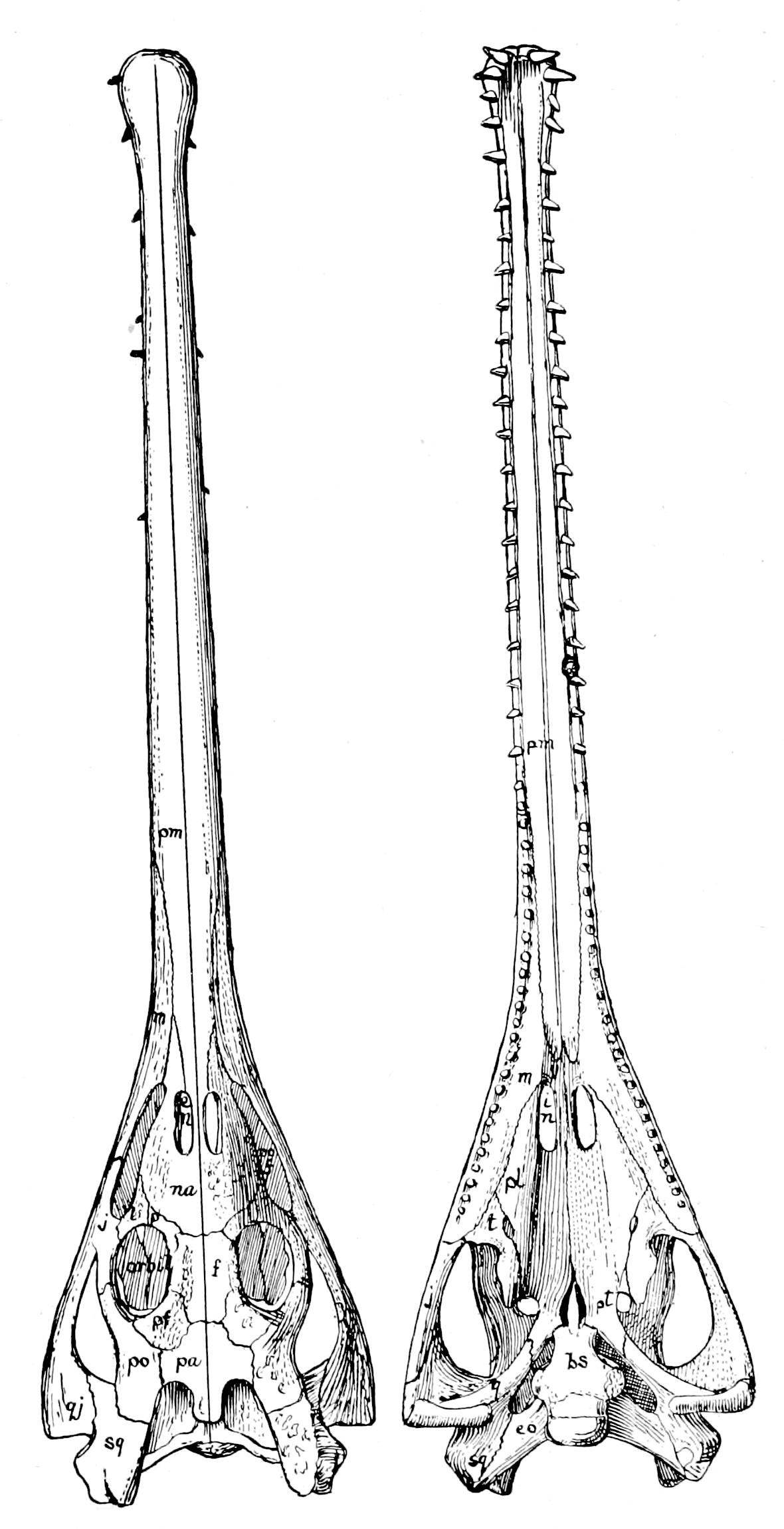
Anatomische Schädelrekonstruktion von Mystriosuchus planirostris durch Samuel Wendell Williston (1925)

(In Klammern gesetzte Abkürzungen in Kleinbuchstaben beziehen sich auf die abgebildete anatomische Schädelrekonstruktion von Mystriosuchus planirostris)

Die Gattung Mystriosuchus umfasst mittelgroße bis große Vertreter der Phytosauria mit stark verlängerter, schmaler Schnauze. Bereits James Howard McGregor hat in seiner vergleichenden Studie wiederholt auf die Ähnlichkeit des Schädelskeletts mit jenen der rezenten Gaviale hingewiesen. Der auffälligste Unterschied liegt allerdings in der Position der externen Nasenöffnungen („en“). Diese liegen nicht, wie bei den modernen Krokodilen, an der Schnauzenspitze, sondern, wie bei allen Phytosauriern, an der Basis der Schnauze unmittelbar vor den Augenhöhlen („orbi“).
Mystriosuchus unterscheidet sich von anderen Vertretern der Phytosauria mit Gavial-ähnlich verlängerter Schnauze durch eine schmale, rinnenartige Vertiefung zwischen linkem und rechtem Prämaxillare („pm“) im vorderen Schnauzenbereich. Die Knochen des Schädeldaches und des Bereiches um die externen Nasenöffnungen weisen eine deutliche und tiefe Oberflächenskulpturierung auf. Der Bereich zwischen den Augenhöhlen und den externen Nasenöffnungen ist nicht flach, sondern im Querschnitt dorsal aufgewölbt. Der posteriore Fortsatz des Schuppenbeins („sq“) ist anteroposterior stark verkürzt. Die Fenestra posttemporalis, eine paarige Hinterhauptsöffnung, ist nur sehr schwach ausgebildet.

## Arten

### Mystriosuchus planirostris(Meyer, 1863)
(Obertrias, Mittleres Norium)

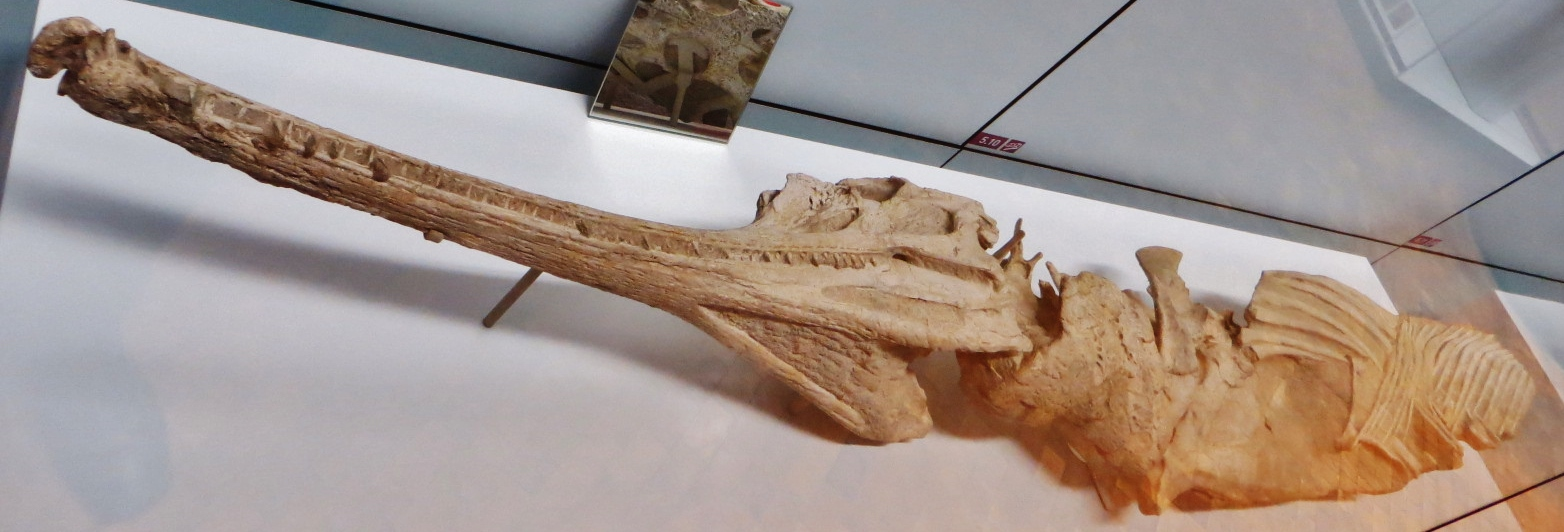
Mystriosuchus planirostris am Staatlichen Museum für Naturkunde Stuttgart (SMNS). Postkraniales Teilskelett SMNS 10260; der ursprünglich zu diesem Exemplar gehörende, nur teilweise erhaltene Schädel wurde zu Ausstellungszwecken durch den weitgehend vollständigen Schädel SMNS 13007 ersetzt.

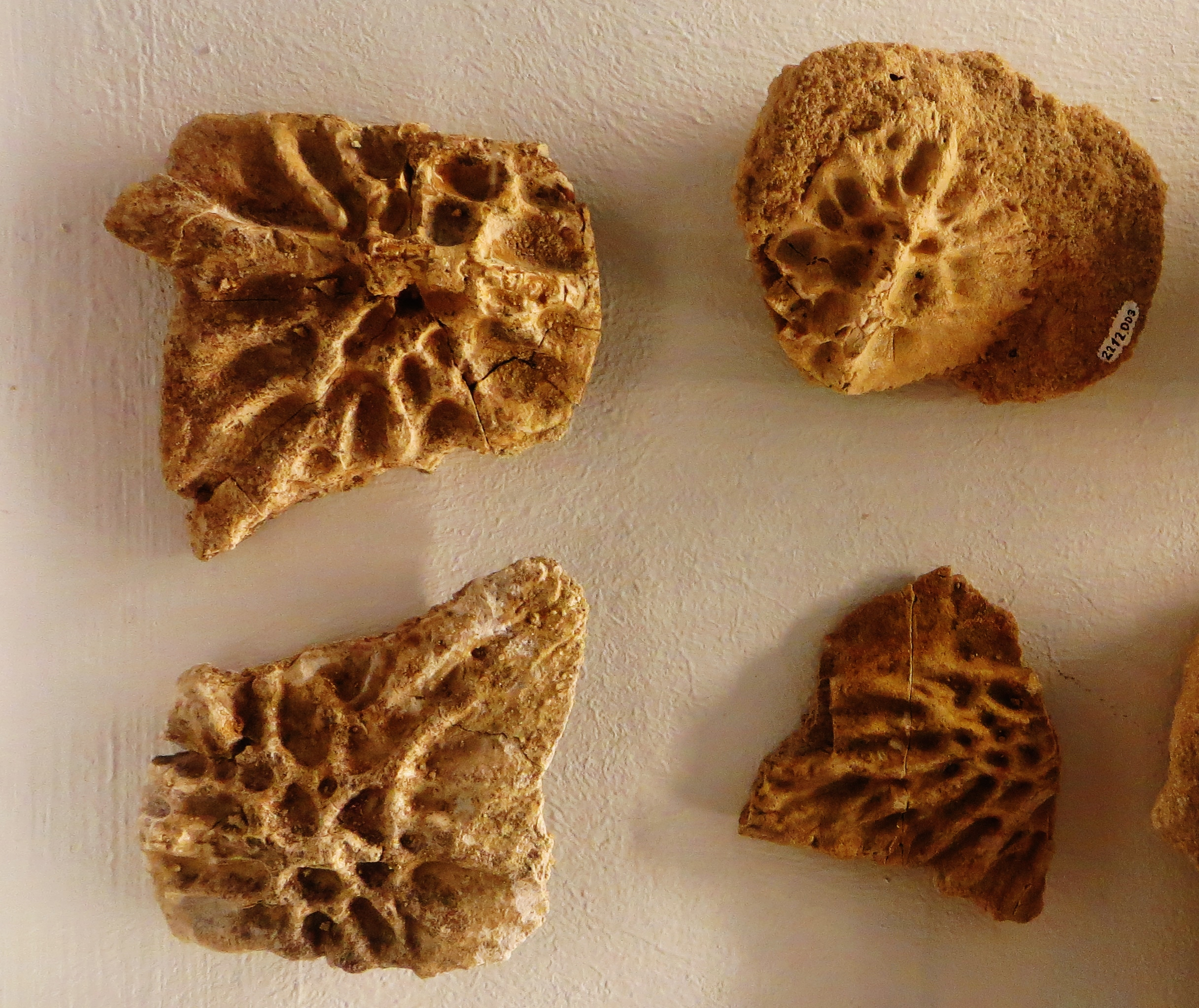
Osteoderme von Mystriosuchus planirostris

Für die Typusart der Gattung Mystriosuchus wurde nie ein Holotypus festgelegt. Erst 1989 legten Adrian P. Hunt und Spencer G. Lucas das Schädelfragment, welches ursprünglich durch Hermann von Meyer in seiner Erstbeschreibung von Belodon planirostris beschrieben und abgebildet worden war, als Lectotypus fest. Das Originalfossil befindet sich heute unter der Inventarnummer MCZ 1018 am Museum of Comparative Zoology (MCZ) der Harvard University in Cambridge.
Die Erstbeschreibung von Mystriosuchus westphali erforderte auch eine Neubewertung der arttypischen Merkmale von Mystriosuchus planirostris. Axel Hungerbühler listet 2002 sechs Autapomorphien der Art. Am auffälligsten ist die extreme Verlängerung der schmalen Schnauze. Der Abstand zwischen Schnauzenspitze und externer Nasenöffnung entspricht bei Mystriosuchus planirostris etwa der 2,6-fachen Länge des restlichen Schädels. Bei Mystriosuchus westphali liegen die Verhältniswerte zwischen 1,8 und 2,2 und bei Mystriosuchus steinbergeri liegt der Wert bei ≤1,8. Der Bereich zwischen den Nasenöffnungen und der Schnauze fällt steil, nahezu vertikal, ab. Bei Mystriosuchus steinbergeri ist der Übergang weit weniger markant ausgeprägt und bei Mystriosuchus westphali bleibt durch einen allmählichen Übergang das insgesamt konvexe Profil erhalten. Die externen Nasenöffnungen bei Mystriosuchus planirostris weisen zwei Abschnitte auf, wobei der posteriore Abschnitt dorsal ausgerichtet ist und der anteriore nach vorne. Bei Mystriosuchus westphali wird die Orientierung der externen Nasenöffnungen in der Erstbeschreibung als gleichmäßig anterodorsal charakterisiert. Im Rahmen der Erstbeschreibung von Mystriosuchus steinbergeri wird die Gültigkeit dieses Merkmals als Autapomorphie von Mystriosuchus planirostris in Zweifel gezogen. Zum einen liegen bei Mystriosuchus steinbergeri ähnliche Verhältnisse vor, wie bei Mystriosuchus planirostris, zum anderen wird die tatsächliche Orientierung beim Holotypus von Mystriosuchus westphali durch eine Deformation des Fossils in diesem Bereich verwischt. Das Supratemporalfenster weist anterior einen erhöhten Rand auf, der bis zum medialen Rand des Schuppenbeins reicht. Die Knochenspange zwischen Scheitelbein („pa“) und Schuppenbein, welche den posterioren Rand des Supratemporalfensters bildet, liegt bei Mystriosuchus planirostris an seiner ventralsten Stelle mehr als 30 % der Gesamtschädelhöhe unterhalb der Ebene des Schädeldachs. Bei Mystriosuchus steinbergeri und Mystriosuchus westphali liegt der Wert jeweils bei etwa 25 % der Schädelhöhe. Das Foramen quadrati, eine Öffnung am Hinterhaupt, ist relativ groß und wird durch eine runde Aussparung zwischen Os quadratum („sq“) und Os quadratojugale („qj“) gebildet. Bei Mystriosuchus westphali ist diese Schädelöffnung wesentlich kleiner und annähernd dreieckig geformt. Mystriosuchus steinbergeri zeigt hingegen ebenfalls ein annähernd kreisrundes Foramen quadrati.
Neben zahlreichen einzelnen Osteodermen, wie sie bereits durch von Meyer beschrieben und abgebildet worden sind, sind Teile der Rückenpanzerung vom Exemplar SMNS 10260 in situ bekannt. Sie besteht aus vier Längsreihen von Osteodermen, die jeweils eine Doppelreihe zu beiden Seiten der Medianlinie bilden. Die einzelnen Osteoderme der Rückenpanzerung sind annähernd ebenso lang wie breit und weisen einen unregelmäßigen Umriss auf. Die dorsale Oberfläche der Osteoderme ist grubig-strahlig skulpturiert und zeigt einen parallel zur Sagittalebene verlaufenden Kiel. Die gemeinsamen Ränder von in einer Doppelreihe nebeneinander liegenden Osteodermen können miteinander verzahnt und verwachsen sein. Der vordere Rand der Osteoderme kann teilweise von den nächstfolgenden Osteodermen überlagert werden. In diesen Überlappungsbereichen fehlt die Oberflächenskulpturierung.
Von der Bauchseite ist nur eine Panzerung im Bereich der Kehle, zwischen dem hinteren Ende der Unterkiefer und den Schlüsselbeinen, bekannt, die bereits von Eberhard Fraas beschrieben worden sind. Dieser „Kehlpanzer“ besteht aus zahlreichen, relativ kleinen, unregelmäßig geformten, eng miteinander verzahnten und grob skulpturierten Osteodermen.

### Mystriosuchus westphaliHungerbühler&Hunt, 2000
(Obertrias, Mittleres Norium)

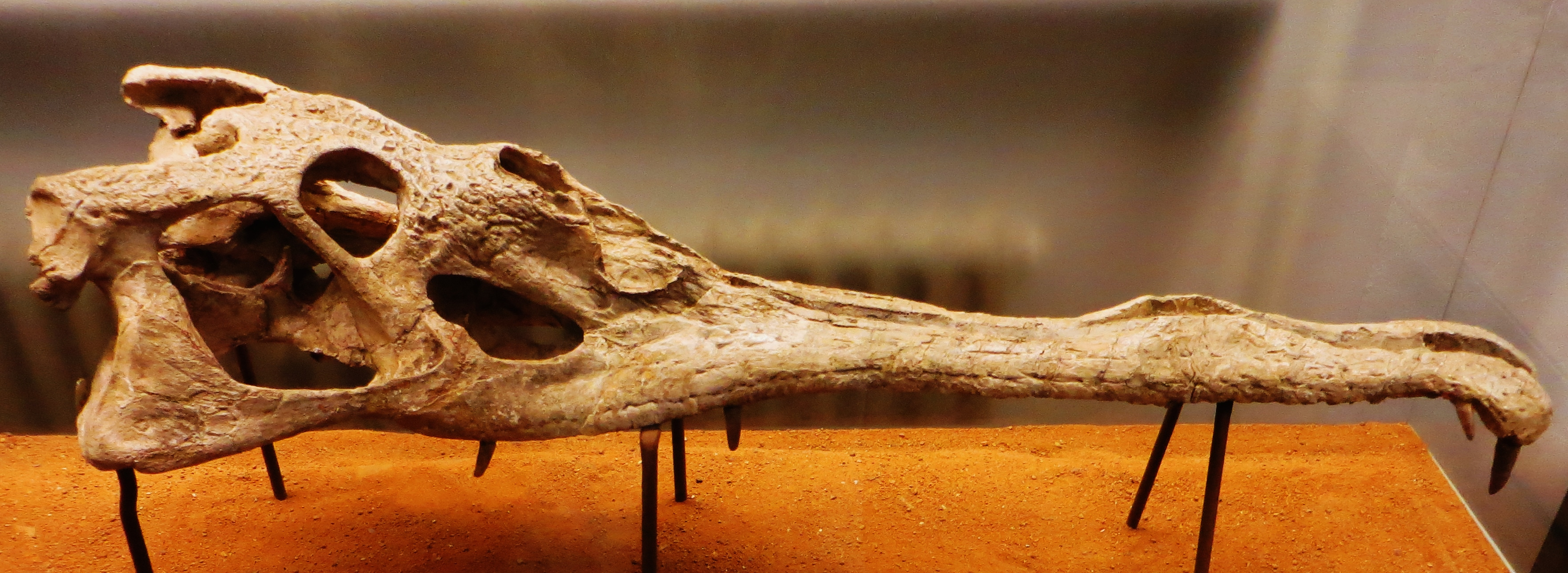
Mystriosuchus westphali (Holotypus GPIT 261/001)

Der Holotypus (GPIT 261/001) stammt aus dem Stubensandstein in der Umgebung von Trossingen und gelangte 1905 an das heutige Institut und Museum für Geologie und Paläontologie der Universität Tübingen (GPIT). Die Präparation des sehr gut erhaltenen, weitgehend vollständigen Schädels wurde erst 1908 abgeschlossen. Paratypus (GPIT 261/17/7) ist ein Schnauzenfragment aus dem mittleren Bereich der Prämaxilla.
Der auffälligste Unterschied zu den anderen Arten der Gattung ist ein sagittal orientierter Knochenkamm am Rücken der Schnauze, etwa auf mittlerer Länge der Prämaxilla. Die Alveolarkämme weisen im vorderen Kieferbereich eine halbzylindrische Form auf. Das Schuppenbein steht anterior in Kontakt mit dem Prooticum. Der posteriore Fortsatz des Schuppenbeins fehlt vollständig. Der Schuppenbeinfortsatz des Scheitelbeins weist an seinem vertikalen Rand eine lappenförmige Erweiterung auf. Das Supraoccipitale bildet einen Teil des Randes der Fenestrae posttemporalis, die bei Mystriosuchus westphali in der Höhe zu einem Schlitz reduziert sind. Ein Orbitosphenoid ist vorhanden.

### Mystriosuchus steinbergeriButleret al., 2019
(Obertrias, Mittleres Norium)

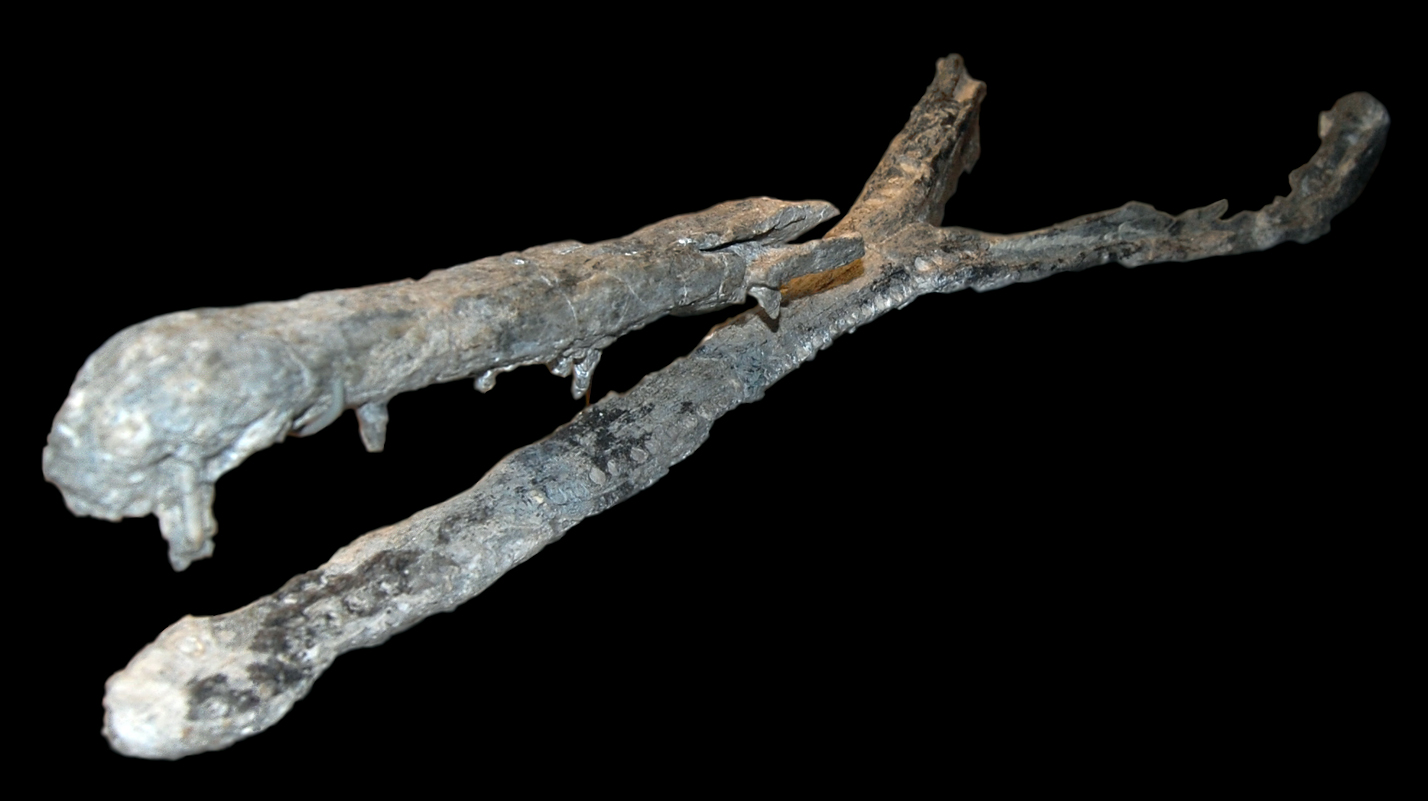
Mystriosuchus steinbergeri: Der Paratypus (Unterkiefer NHMW 1986/0024/0002) und das Oberkieferfragment NHMW 1986/0024/0004 werden am NHMW gemeinsam ausgestellt, gehörten aber wohl nicht zum selben Individuum.

Im September 1980 entdeckte der Höhlenforscher Sepp Steinberger in den Dachsteinkalken in der Nähe des Hochweiß im Toten Gebirge die fossilen Überreste mehrerer Phytosaurier. Ein Team der Abteilung für Geologie und Paläontologie des Naturhistorischen Museums Wien (NHMW) barg die Funde im Juli 1982 unter Mithilfe Steinbergers und eines weiteren Mitglieds des lokalen höhlenkundlichen Vereins. Die Funde wurden am NHMW präpariert und erbrachten Schädel und postkraniale Skelettelemente von mindestens vier Individuen, deren Gesamtkörperlängen auf jeweils etwa 4 m rekonstruiert werden konnte.
Die Fossilien wurden zunächst als Überreste von Mystriosuchus planirostris identifiziert. Eine detaillierte Analyse der Funde erbrachte jedoch signifikante Unterschiede zu Mystriosuchus planirostris und ermöglichte die Aufstellung der eigenständigen Art Mystriosuchus steinbergeri. Der Artzusatz steinbergeri ehrt Sepp Steinberger für die Entdeckung der Fossilien und seine Beteiligung an deren Bergung.
Als Holotypus der neuen Art wurde ein teilweise erhaltener Schädel (NHMW 1986/0024/0001) festgelegt. Paratypus wurde ein fast vollständiger Unterkiefer (NHMW 1986/0024/0002), der mit hoher Wahrscheinlichkeit vom selben Individuum stammt.
Mystriosuchus steinbergeri unterscheidet sich von den anderen Arten durch einige abweichende Proportionen der Schädelanatomie und die relativ geringe Anzahl von Zähnen (<40) im Oberkiefer.

### Mystriosuchus alleroqLópez-Rojaset al., 2023
(Obertrias, Mittleres Norium)
Im Rahmen von zwei Expeditionen in der Region Jameson Land an der Ostküste Grönlands konnten 2012 und 2016 insgesamt 150 Phytosauria-Knochen und -Zähne geborgen werden, die sich als Überreste von mindestens vier Individuen unterschiedlicher Größe aber wohl ein und derselben Art zugehörig erwiesen. Das gattungstypische Merkmal einer schmalen, rinnenartige Vertiefung zwischen linkem und rechtem Prämaxillare erlaubte eine Zuordnung zu Mystriosuchus und die Funde wurden 2023 als neue Art Mystriosuchus alleroq beschrieben. Der Artzusatz leitet sich vom grönländischen alleroq („Unterkiefer“) ab.
Als Holotypus wurde ein fast vollständig erhaltener linker Unterkieferast (NHMD-916731) festgelegt. Paratypus ist ein teilweise erhaltenes, linkes Quadratojugale (NHMD-916728).
Mystriosuchus alleroq unterscheidet sich von anderen Vertretern der Gattung durch ein L-förmiges Quadratojugale, dessen anteriore Sutur anterodorsal ausgerichtet ist sowie eine ausgeprägtere Heterodontie der Oberkieferbezahnung mit drei verschiedenen Zahnformen.

## Weitere Funde

### Calcare-di-Zorzino-Formation
(Obertrias, Mittleres Norium)

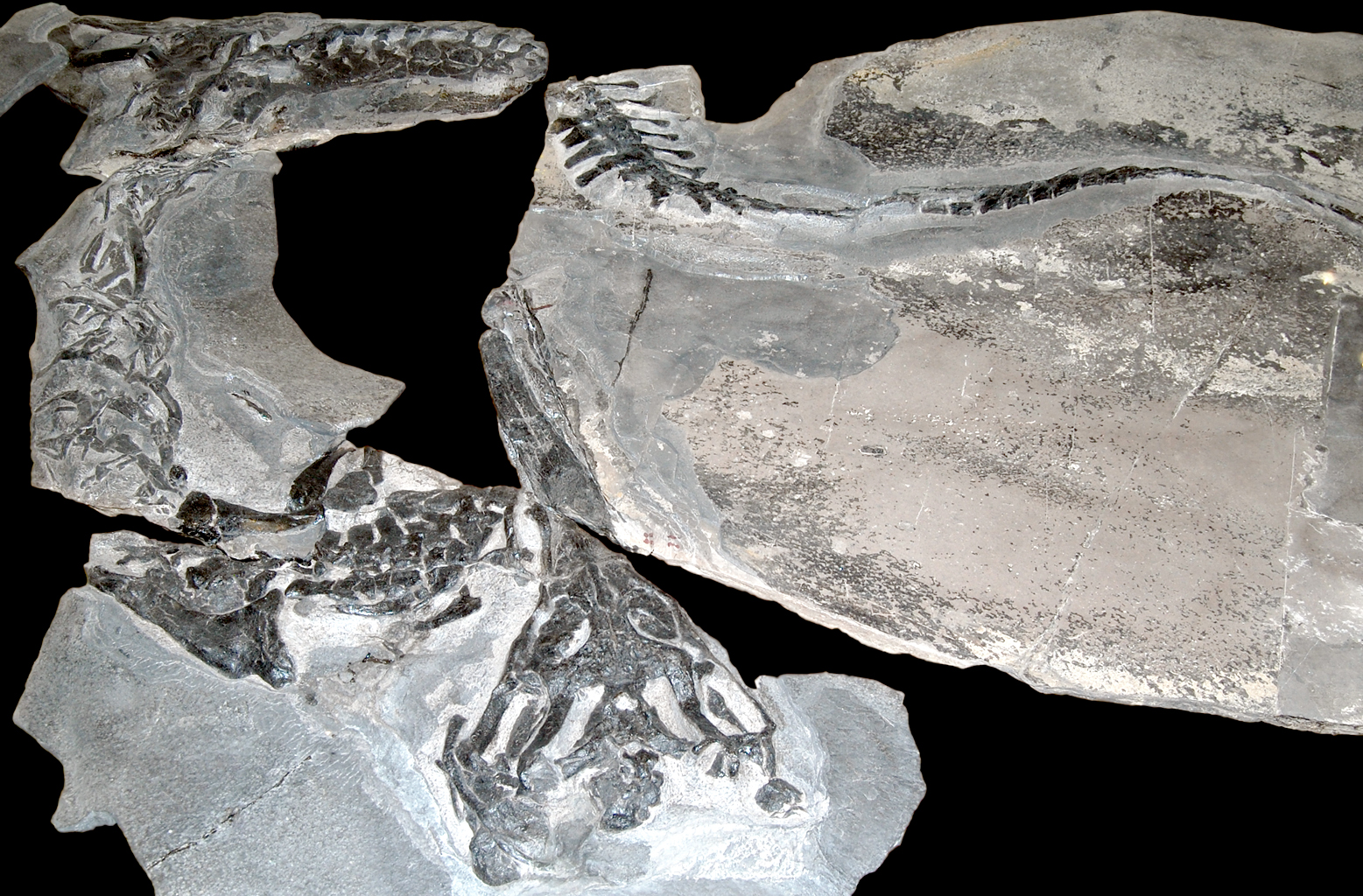
MCSNB 10087 aus der Calcare-di-Zorzino-Formation

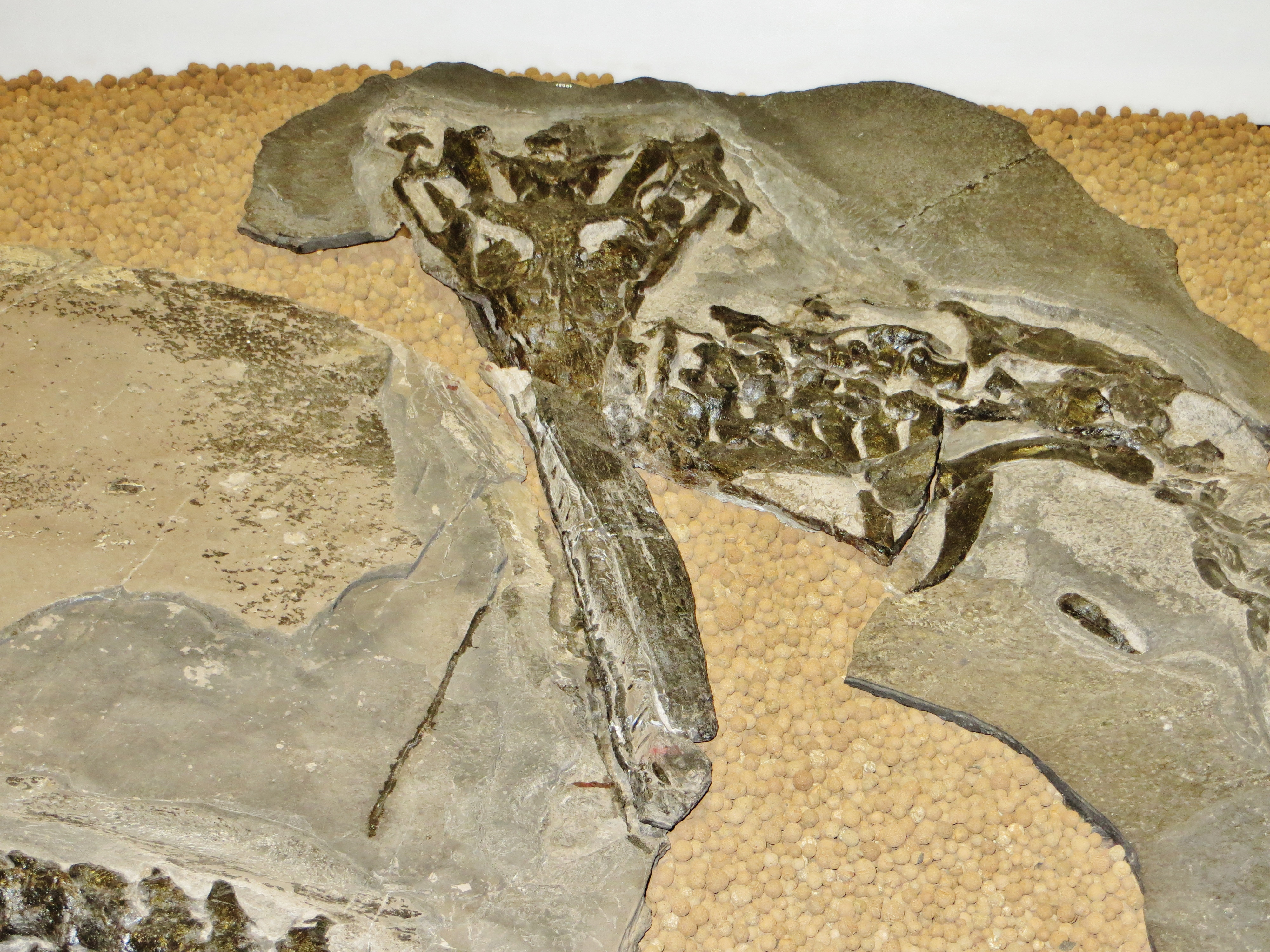
MCSNB 10087; Detailansicht des Schädels

Aus dem Zorzino-Kalk in der Umgebung von Zogno liegen zwei Funde vor, die ursprünglich als Mystriosuchus planirostris beschrieben wurden. Das Belegmaterial umfasst einen isolierten Schädel (MBSN 2) und ein weitgehend vollständiges und artikuliertes (in anatomischen Zusammenhang stehendes) Skelett von rund 4 m Länge (MCSNB 10087). Aus dem geringfügig jüngeren Riva-di-Solto-Tonstein (Obertrias, Oberes Norium) liegt zudem ein Fund (MCSNB 11341) von neun in anatomischem Zusammenhang stehenden Schwanzwirbeln eines juvenilen Phytosauriers vor, der vermutlich ebenfalls der Gattung Mystriosuchus zuzuordnen ist.
Im Rahmen der Erstbeschreibung von Mystriosuchus steinbergeri wurde die Zuordnung zu Mystriosuchus planirostris in Zweifel gezogen und eine Neubewertung der italienischen Funde angeregt.
Trotz der noch unklaren Stellung innerhalb der Gattung Mystriosuchus bietet das Exemplar MCSNB 10087 wertvolle Einsichten in den Aufbau des postkranialen Skeletts. Die Schwanzwirbelsäule ist lang und nimmt etwa 51 % der Gesamtkörperlänge ein. Die Anzahl der Schwanzwirbel ist mit mindestens 74 weitaus größer als bei allen anderen bekannten Phytosauriern. An der Schwanzwirbelsäule lassen sich mehrere Abschnitte unterscheiden. Die vordersten Schwanzwirbel weisen kräftige, hohe und in seitlicher Ansicht abgerundet rechteckige, vom 9. bis zum 18. Wirbel abgerundet trapezförmige Dornfortsätze auf, die im annähernd rechten Winkel vom Wirbelkörper abstehen. Ab dem vierten Schwanzwirbel sind Chevronknochen vorhanden, die annähernd dieselbe Länge aufweisen wie die Dornfortsätze. Der Schwanz ist dadurch in diesem Bereich sehr hoch und seitlich abgeflacht. Fußartige Verbreiterungen am distalen Ende der Chevronknochen lassen sich als Ansatzstellen für eine kräftige hypaxiale (ventral zu den Querfortsätzen gelegene) Muskulatur interpretieren. Vom 18. bis etwa zum 28.–32. Schwanzwirbel neigen sich Dornfortsätze und Chevronknochen zunehmend zum Schwanzende hin. Etwa ab dem 32. Schwanzwirbel verlaufen die nun schmalen und langen Dornfortsätze annähernd parallel zur Wirbelsäule und sind nur an ihrem distalen Ende leicht dorsal aufgebogen. Sie übergreifen ein bis zwei der nächstfolgenden Wirbelkörper, wodurch die Schwanzwirbelsäule in diesem Bereich vermutlich versteift wurde. Die Chevronknochen in diesem Abschnitt sind klein und erinnern in seitlicher Ansicht an ein, auf dem Kopf stehendes, „T“.
In Zusammenhang mit dem Exemplar MCSNB 10087 wurden 19 Osteoderme gefunden, die der Rückenpanzerung zugeordnet werden können. Hinweise auf einen „Kehlpanzer“, wie bei Mystriosuchus planirostris, liegen bei diesem Exemplar nicht vor, wobei unklar ist, ob die Form aus dem Zorzino-Kalk keinen besessen hat oder ob er nur nicht fossil erhalten ist. Die Osteoderme der Rückenpanzerung sind, wie bei Mystriosuchus planirostris, in vier Reihen entlang der Körperlängsachse angeordnet und zeigen zwei unterschiedliche morphologische Typen. Die Hautknochenplatten der beiden medialen Reihen sind abgerundet fünfeckig mit einer medial orientierten Hauptkante. In der Nähe dieser Hauptkante zeigen die Osteoderme einen markanten, sagittal verlaufenden Kiel. Die beiden lateral verlaufenden Reihen werden dagegen von annähernd elliptischen Osteodermen gebildet. Der Kiel verläuft hier entlang der Hauptachse des Osteoderms, parallel zur Sagittalebene.

### Exter-Formation (MB.R. 2747)
(Obertrias, Rhaetium)
Das Exemplar mit der Inventarnummer MB.R. 2747 wurde bereits in den 1870er-Jahren aus der Exter-Formation bei Steinlah in der Nähe von Salzgitter geborgen und repräsentiert den größten Phytosaurier, der bislang in Europa gefunden wurde. Der Fossilbeleg umfasst sowohl mehrere Fragmente des Schädels als auch postkraniale Skelettelemente und Osteoderme. Der Fund wurde 1923 durch Friedrich von Huene erstmals im Detail beschrieben und der Art Angistorhinopsis ruetimeyeri zugeordnet. Diese Art war 1911 durch von Huene selbst, zunächst als Mystriosuchus ruetimeyeri, auf Basis vom sehr bruchstückhaftem Material aus dem Rhaetium von Niederschönthal bei Basel aufgestellt worden. Die Artzuordnung für MB.R. 2747 erfolgte ausschließlich aufgrund von Größenvergleichen und des analogen stratigraphischen Alters beider Funde. Zudem gilt der Schweizer Fossilbeleg nach heutigen Maßstäben als nicht näher diagnostizierbarer Vertreter der Phytosauria und das Taxon selbst damit als nomen dubium.
MB.R. 2747 umfasst hingegen ausreichend Material für eine Diagnose und wurde 2018 erstmals in einer phylogenetischen Analyse der Phytosauria berücksichtigt. Eine genaue systematische Einordnung kann jedoch erst nach einer vollständigen Neubeschreibung des Belegmaterials erfolgen.

## Systematik
Das nebenstehende Kladogramm zeigt die Ergebnisse einer im Rahmen der Erstbeschreibung von Mystriosuchus steinbergeri durchgeführten phylogenetischen Analyse. Die drei anerkannten Arten der Gattung Mystriosuchus bilden eine gemeinsame Klade, wobei Mystriosuchus steinbergeri eine Position als Schwestertaxon zu Mystriosuchus planirostris und Mystriosuchus westphali einnimmt.
Der Fund aus der Exter-Formation (MB.R. 2747) erweist sich als Schwestertaxon zu dieser Klade. Eine Zugehörigkeit zur Gattung Mystriosuchus liegt im Bereich des Möglichen, lässt sich durch die Analyse jedoch nicht direkt bestätigen. Die Autoren der Analyse lassen die Möglichkeit einer vierten Mystriosuchus-Art offen, bevorzugen jedoch eine Beschränkung der Gattung auf die Klade mit Mystriosuchus steinbergeri, Mystriosuchus planirostris und Mystriosuchus westphali. MB.R. 2747 nimmt in der gemeinsamen Klade mit Mystriosuchus eine basale Position ein, obwohl das Exemplar in Bezug auf die zeitliche Verbreitung den jüngsten Vertreter innerhalb dieser Klade stellt. Dies kann als Hinweis auf eine „ghost lineage“ für diese Form, möglicherweise zurück bis in das Mittlere Norium, interpretiert werden.
Die Klade aus Mystriosuchus + MB.R. 2747 bildet eine Polytomie mit den Gattungen Machaeroprosopus, „Redondasaurus“ und Protome, die als Mystriosuchini im Rang einer Tribus zusammengefasst werden. Die Gültigkeit des Taxons „Redondasaurus“ ist dabei zweifelhaft und die Bezeichnung wird deshalb vor allem in der jüngeren Fachliteratur unter Anführungszeichen gesetzt. Die Mystriosuchini werden dabei definiert als „der jüngste gemeinsame Vorfahre von Mystriosuchus planirostris, Machaeroprosopus jablonskiae und Machaeroprosopus buceros sowie alle seine Nachfahren“.
Die zeitweise mit Mystriosuchus gleichgesetzte Gattung Nicrosaurus tritt erst in der nächsthöheren Klade der Leptosuchomorpha in Erscheinung. Die Gattung Mystriosuchus hat keinen Anteil an der Definition der Leptosuchomorpha, dafür aber wieder in der Definition der übergeordneten Klade der Mystriosuchinae im Rang einer Unterfamilie („der jüngste gemeinsame Vorfahre von Mystriosuchus planirostris und Angistorhinus grandis sowie alle seine Nachfahren“).

## Palökologie
Die überwiegende Mehrheit aller Phytosaurier-Fossilien wurde in terrestrischen Sedimenten, meist Ablagerungen von Flüssen oder Seen, gefunden. Dies trifft auch auf das Belegmaterial von Mystriosuchus planirostris und Mystriosuchus westphali zu und führte in Kombination mit der markanten Ähnlichkeit zu rezenten Krokodilen dazu, dass Phytosaurier generell als Karnivore mit semiaquatischer Lebensweise in terrestrischen Ablagerungsräumen interpretiert wurden. Die Mystriosuchus-Funde aus Norditalien und Österreich stammen hingegen aus vollmarinen Sedimenten einer Karbonatplattform. Insbesondere die Funde von Mystriosuchus steinbergeri aus den Dachsteinkalken liefern starke Hinweise auf eine zumindest teilweise marine Lebensweise einiger Arten der Gattung Mystriosuchus. Die Wahrscheinlichkeit, dass die Kadaver von mindestens vier Individuen kilometerweit ins offene Meer gespült, dann zusammen, in einem Bereich von nur wenigen Quadratmetern, zu Boden sanken und im Sediment eingebettet wurden, ist äußerst gering. Als alternative Erklärungsmöglichkeit wurde eine Lebensweise analog zum rezenten Leistenkrokodil (Crocodylus porosus), das sowohl Süßwasserhabitate besiedelt als auch weite Strecken auf dem offenen Meer schwimmend zurücklegen kann, vorgeschlagen. Die ungewöhnliche Anatomie der Schwanzwirbelsäule des Exemplars MCSNB 10087 aus dem italienischen Zorzino-Kalk wird ebenfalls als Hinweis auf eine weitgehend aquatische Lebensweise gewertet.
Die gavialartig verlängerte Schnauze der Mystriosuchus-Arten lässt auf eine weitgehend piscivore Ernährungsweise schließen. Die Analyse von Abnützungsspuren an den Zähnen von Mystriosuchus planirostris bestätigt diese Vermutung jedoch nur teilweise, sondern deutet für diese Art stattdessen einen wesentlichen Anteil an karnivorer Ernährung, vermutlich durch Jagd auf kleinere Landwirbeltiere, an.